# Deep Blue Something
Deep Blue Something (транскр.  Дип блу самтинг) америчка је рок група, најпознатија по свом хит синглу Breakfast at Tiffany's из 1995. године.

## Дискографија
- 11th Song (1993)
- Home (1994)
- Byzantium (1998)
- Deep Blue Something (2001)
- Lunar Phase (2025)